# Anua obsolescens
Anua obsolescens är en fjärilsart som beskrevs av George Francis Hampson 1918. Anua obsolescens ingår i släktet Anua och familjen nattflyn. Inga underarter finns listade i Catalogue of Life.